# Dextromethorphan
Dextromethorphan (handelsnavn Dexofan®) er et hostestillende lægemiddel. Dextromethorpan er et syntetisk opioid, men har ingen smertestillende eller forstoppende virkning. I høje doser, der langt overstiger terapeutiske niveauer, har stoffet også en euforiserende virkning. Dette har ført til et vist misbrug af dextromethorphan, og stoffet er derfor receptpligtigt i Danmark. I andre lande, herunder Tyskland, USA, Canada og Australien, kan lægemidlet dog fås i håndkøb.